# 153gy busz (Budapest)
A budapesti 153-as (gyors 153-as) jelzésű autóbusz a Gazdagréti lakótelep és az Móricz Zsigmond körtér (Villányi út) között közlekedett. A vonalat a Budapesti Közlekedési Zrt. üzemeltette.

## Története
1987. január 1-jén a 153-as busz végállomása a lakótelep aljától a Gazdagréti térre került, belső szakaszán gyorsjáratként közlekedett és a 153-as jelzést kapta.
2008. augusztus 21-én újra 153-as jelzéssel látták el a járatot, és minden útvonalán található megállóban megállították.

## Útvonala
| Móricz Zsigmond körtér felé | Gazdagréti lakótelep felé |
| --- | --- |
| Gazdagréti lakótelep vá. – Gazdagréti út – Lapu utca – autópálya – Budaörsi út – Villányi út – Móricz Zsigmond körtér (Villányi út) vá. | Móricz Zsigmond körtér (Villányi út) vá. – Villányi út – Fadrusz utca – Bartók Béla út – Bocskai út – Nagyszőlős utca – Budaörsi út – Gazdagréti út – Gazdagréti lakótelep vá. |

## Megállóhelyei
| 0  | Gazdagréti lakótelep végállomás                 | 14 | 8, 139, 239                                                                                            |
| 1  | Tűzkő utca                                      | 13 | |
| 2  | Csíkihegyek utca                                | 12 | |
| 2  | Torbágy utca                                    | 11 | |
| 3  | Törökugrató utca                                | 11 | |
| 4  | Regős utca                                      | 10 | |
| ∫  | Gazdagréti út                                   | 9  | 40, 87, 87A, 139, 239                                                                                  |
| 6  | Neszmélyi út (↓) Nagyszeben út (↑)              | 8  | 40, 87, 87A, 239                                                                                       |
| 7  | Sasadi út                                       | 7  | 40, 40, 41, 41, 53, 72, 87, 87A, 139, 187, 239, 250                                                    |
| 8  | Dayka Gábor utca                                | 6  | 40, 40E, 41, 53, 72, 87, 87A, 139, 140E, 172, 187, 239, 250                                            |
| 10 | Fehérló utca                                    | ∫  | 40, 139, 239                                                                                           |
| 12 | Villányi út                                     | ∫  | 12, 40, 40 61                                                                                          |
| ∫  | Kosztolányi Dezső tér                           | 2  | 7, 7, 12, 14, 40, 40E, 41, 41, 47-49V, 53, 72, 73, 86, 87, 87A, 114, 140E, 149V, 172, 173, 187, 250 19 |
| 15 | Móricz Zsigmond körtér (Villányi út) végállomás | 0  | 3, 3, 7, 7, 27, 40, 40, 40E, 47-49V, 73, 140E, 149V, 173 6, 18, 19, 41, 41A, 56, 61                    |